# Hastroff
Ne doit pas être confondu avec Halstroff ou Hestroff.
Hastroff est un hameau de la commune française d'Inglange, dans le département de la Moselle. Ses habitants sont appelés les Haschdrëfer en francique lorrain.

## Géographie
Le hameau de Hastroff est situé dans le pays thionvillois, sur la rive droite de la Canner, dans la vallée du même nom.
Une carte dialectale de la commune d'Inglange indique que Hastroff est traversé par un cours d'eau qui s'appelle d'Flass en dialecte local et qui se jette dans la Canner.

## Toponymie
- Anciennes mentions : Hastroff (1473)[1], Hastroff (1594)[2],  Hastorf (XVIIe siècle)[2], Halstroff (dictionnaire de Viville)[2], Halstroff (sporadiquement au XIXe siècle)[1], Petite-Hastroff (à l'époque où Hestroff était appelé Hastroff-la-Grande)[1].
- En francique lorrain : Haschdrëf[1] et Haschtrëf[3]. En allemand : Hasdorf[1],[4].

- Il s'agit d'un toponyme finissant par -troff (-dorf en allemand standard), un mot qui veut dire « village »[5]. Les équivalents en francique, -drëf et -trëf, coexistent en l'occurrence, sachant que le [ë] se prononce comme le [œ] du mot œuf[6]. Concernant le terme Ha(l)s, Théodore de la Fontaine présume que cet endroit a eu un rapport avec les Hals-Gericht (justices capitales) de l'empire germanique, c'est-à-dire des justices échevinales qui se réunissaient sous la présidence de comtes régionnaires qui étaient chargés d'administrer la justice au nom de l'empereur ; Hastroff serait donc un des endroits où s'administrait cette justice[7].

## Histoire
À l'époque où Hastroff appartient au Luxembourg, il ne dépend pas de la seigneurie d'Inglange mais de l'écoutêterie de Ham, qui est directement soumise à la prévôté de Thionville.
Cette localité est totalement détruite pendant la guerre de Trente Ans (1618-1648), à la suite de quoi il ne subsiste à Hastroff qu'une seule ferme et cela au moins jusqu'au début du XIXe siècle. En effet, en 1817 M. Viville ne mentionne qu'une « ferme au nord d'Inglange, annexe de cette mairie » à propos de cet endroit qu'il appelle Halstroff. Néanmoins il semble qu'en 1863 c'était toujours le cas puisque Théodore de la Fontaine mentionne cet endroit comme suit : « Halsdorf, ferme isolée située au Nord d'Inglange, annexe de cette mairie, canton de Mezerwies, dont le nom est communément nommé Halstroff ».
Après le traité des Pyrénées de 1659, qui rattache la prévôté de Thionville au royaume de France, Hastroff est une annexe de la paroisse d'Inglange et dépend du bailliage de Thionville.
Cette localité devient une possession de la seigneurie d'Inglange au XVIIIe siècle et Théodore François de Gargan est le premier seigneur d'Inglange à également porter le titre de seigneur de Hastroff.

## Démographie
Hastroff est au Moyen Âge un petit village d'une cinquantaine d'habitants, un dénombrement de 1473 signale pour cet endroit 8 feux, ce qui correspond à 40 personnes,. Plus tard, le dénombrement des feux de 1528 mentionne 4 feux pour Hastroff et pour celui de 1537 il y a 5 feux et demi.

## Culture locale et patrimoine

### Lieux et monuments
En bordure de la route d'Elzange (d'Eelséngerstrooss en francique), au lieu-dit appelé Haschdrëwer Gaarden, se trouvait une croix de chemin érigée au XIXe siècle qui a été démontée vers 1980 lors de la construction d'une maison. Cette croix, qui a un socle rectangulaire très large et qui porte sur son fût cylindrique l'inscription « Michel Thiry Thérèse Palz 1856 », a été démontée et transférée dans la propriété d'un habitant d'Hastroff.
Une autre croix de chemin se trouve dans le coin Sud-Ouest du lieu-dit Bredewee, au bord de la route.

### Linguistique
Dans le Sud de la région de Thionville, les diphtongues sont peu nombreuses dans les dialectes locaux, et plus on va vers le Nord plus il y en a. Autrement dit, il y a dans la partie Sud de cette région une tendance très nette à la monophtongaison (réduction des diphtongues en une voyelle longue et parfois même en une voyelle brève) ; alors que dans la partie Nord, à partir de Gavisse, il y a une zone de diphtongaison intense.
À Hastroff, Inglange, Breistroff-la-Petite et Buding, on parle exactement le même dialecte francique. Ce dialecte a deux diphtongues : [au] et [ai], toutes les autres diphtongues du luxembourgeois standard correspondent à des voyelles brèves ou longues (selon les cas) dans ce dialecte local. Cependant, il y a quelques mots pour lesquels les voyelles et les diphtongues sont les mêmes localement et en luxembourgeois standard, cela concerne les voyelles [u], [i], [a] et la diphtongue [ao].
Les autres spécificités du dialecte parlé à Hastroff, Inglange, Breistroff-la-Petite et Buding sont les suivantes : un [ch] placé avant un [t] disparait de la prononciation, la consonne finale [n] disparait dans les participes passés, la lettre [r] est vocalisée quand c'est la dernière lettre d'un mot et quand elle est située après une voyelle longue, cette même lettre [r] est prononcée dans la gorge après une voyelle brève et après une consonne, de nombreux datifs pluriels prennent la finale [en] et le pluriel [en] se réduit parfois à [n].

### Sobriquet
Les habitants de Hastroff étaient surnommés Haschdrëfer Gins (les jars de Hastroff) par les habitants d'Inglange ; sachant qu'il existait jadis une forte rivalité entre les Inglangeois et les gens de Hastroff.